# Marmota vancouverensis
Marmota vancouverensis là một loài động vật có vú trong họ Sóc, bộ Gặm nhấm. Loài này được Swarth mô tả năm 1911.

## Hình ảnh

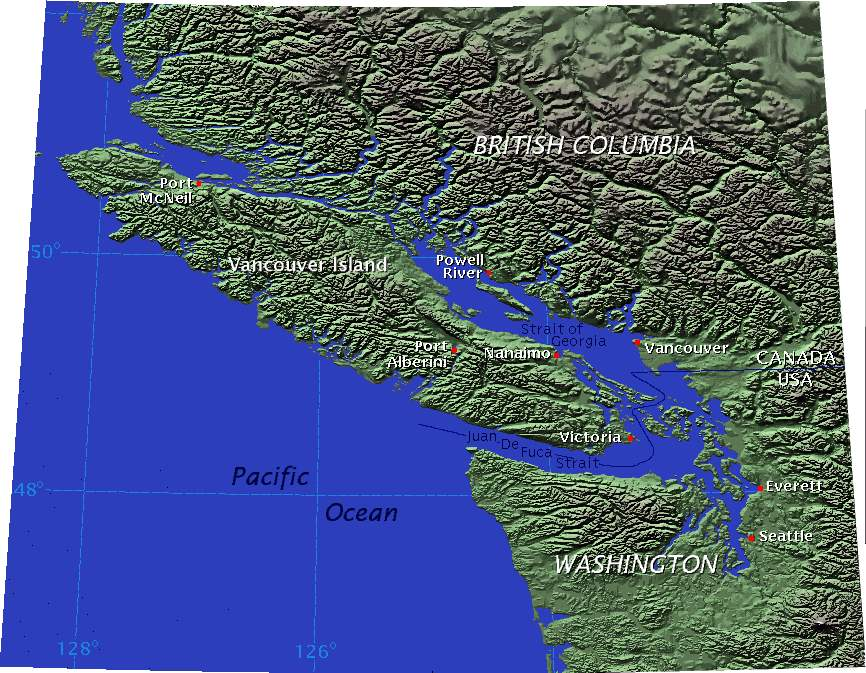
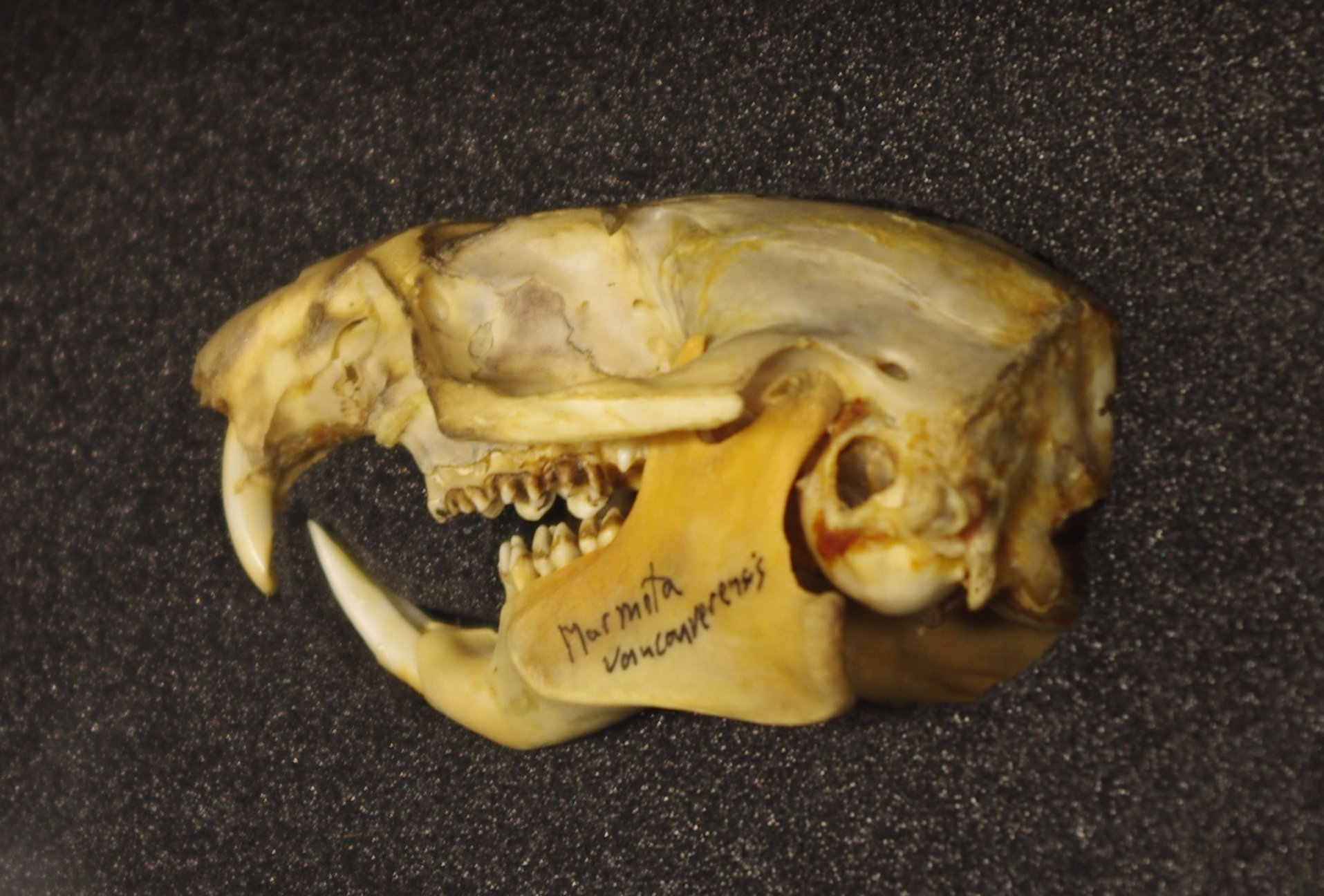
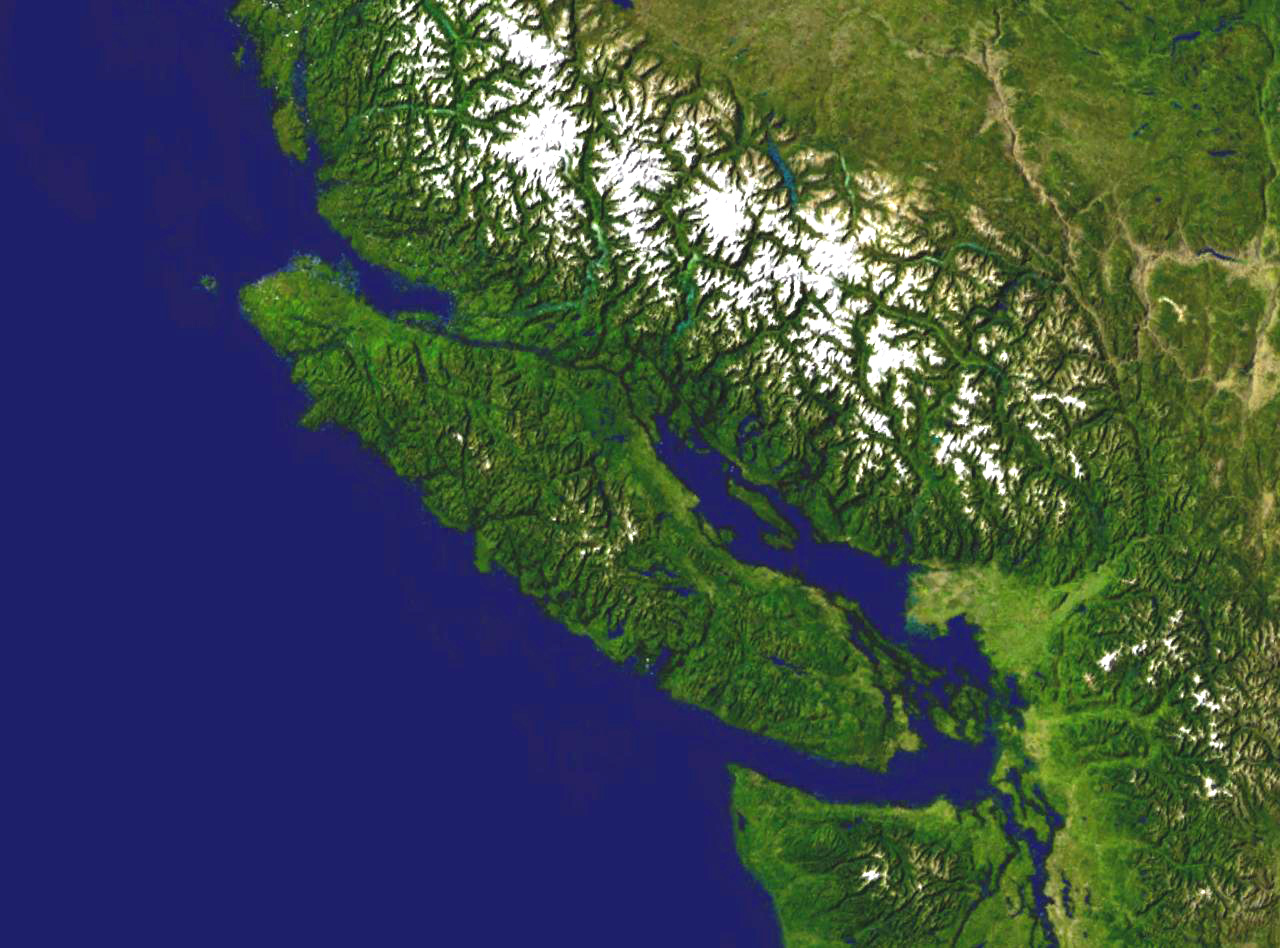